# Budatétény
Budatétény  (németül Kleinteting) Budapest városrésze a XXII. kerületben, 1950-ig önálló község volt, 1873-as önállósulásától 1915-ig Kistétény néven.

## Fekvése
Határai a Balatoni úttól, a Kis-Duna partja (a Háros-szigetet elválasztó öböl), Növény utca, Nagytétényi út, Rózsakert utca, XI. utca és meghosszabbított vonala a Klauzál Gábor utcáig, majd a Klauzál Gábor utca, Csiperke utca, Szabadkai utca, Kamaraerdei út a Balatoni útig, végül pedig a Balatoni út a Háros útig.

## Történelem
Kezdetben Tétény külterületi pusztája volt, ahol a 19. század elején kezdett kialakulni egy nyaralótelep, amit az 1850-es években Klauzál Gábor kezdett el fejlesztgetni.
1873-ban Tétény nagyközségből kiválva lett önálló község Kistétény néven, ami miatt kezdték az ófalura a Tétény helyett a Nagytétény nevet használni. 1915. április 30-ától Kistéténynek Budatétény lett a neve.
A község 1876-ig Pest-Pilis-Solt, majd 1876 és 1950 között Pest-Pilis-Solt-Kiskun vármegyéhez tartozott. Járási beosztása viszonylag sokszor változott, mivel Buda környékén a járásokat többször átszervezték e háromnegyed évszázad alatt. Először a Pilisi alsó, majd a Biai járáshoz tartozott, 1922. július 27-étől a Budapest székhelyű Központi járásba került át, végül 1934. november 14-én átsorolták a szintén Budapest központú Budakörnyéki járásba, mely a Biai járás átszervezésével jött létre.
Budatétény 1950. január 1-jétől Budapest XXII. kerületének része lett.

## Ismert emberek
- Haller György (1883-1934) gimnáziumi tanár, festőművész
- Márk Gergely (1923-2012) kertészmérnök, gyógynövény és rózsanemesítő, a Budatétényi Rózsakert (Rozárium) megalapítója
- Korizmics László (1816–1886) mezőgazdász, agrárpolitikus, a Királyi Magyar Természettudományi Társulat elnöke
- Klauzál Gábor – Az 1850-es években vásárolt itt egy szőlőbirtokot, nyaralóval, présházzal és pincével.[2] A helyiekkel közösen alapították meg a „Kistétényi Szőlőbirtokossági Társulatot”.
- Tőry Kálmán (sz. Tögl, 1891–1975) vízépítő mérnök, hidrológus, folyamszabályozási szakember

## Helyi közélet
- Budatétényi Polgári kör

## Sport
Itt működik a Budatétény SE, melynek otthona a Jókai Mór utcában található Pokorny József Sporttelep.

## Képek

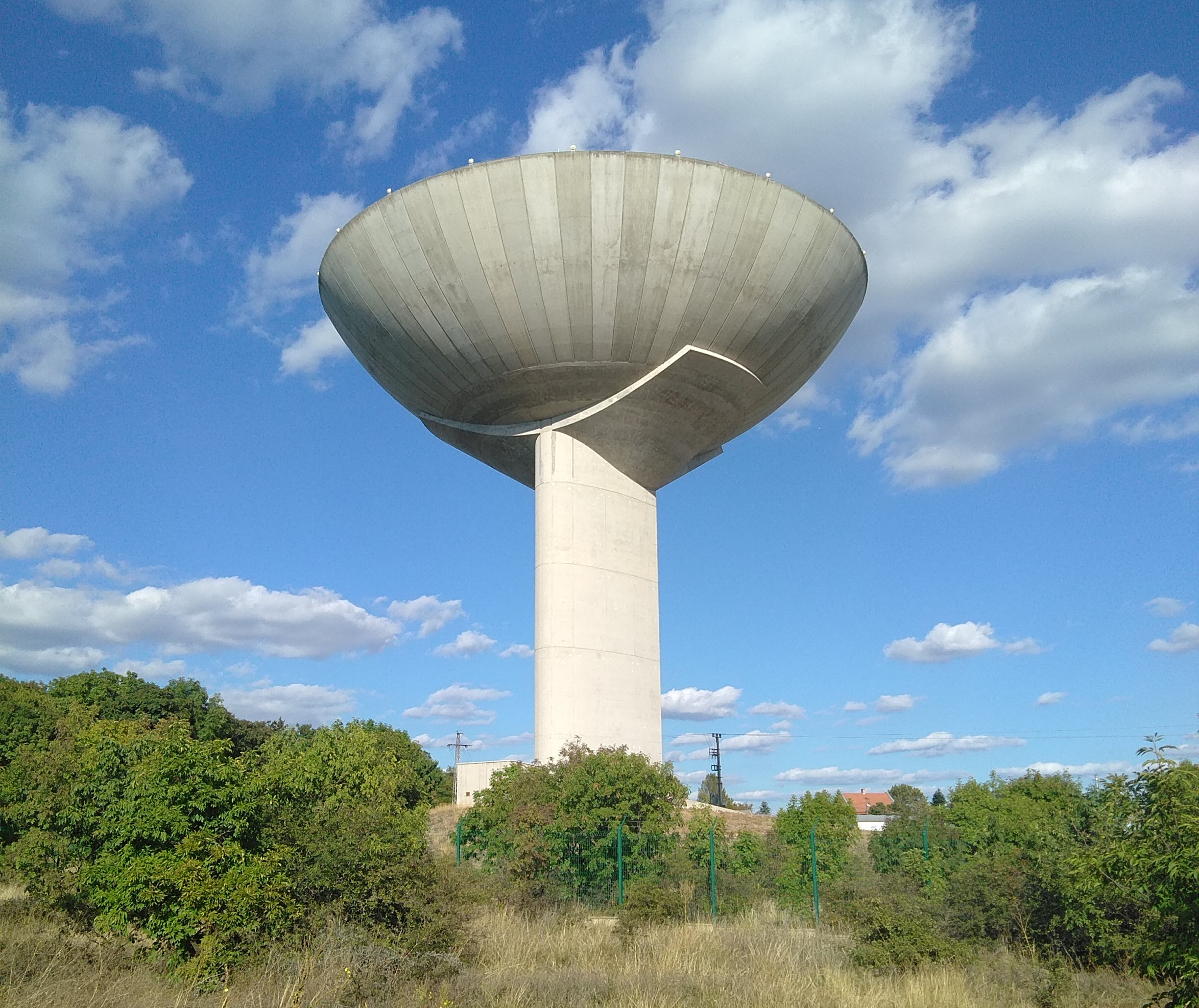
A Budatétényi Víztorony
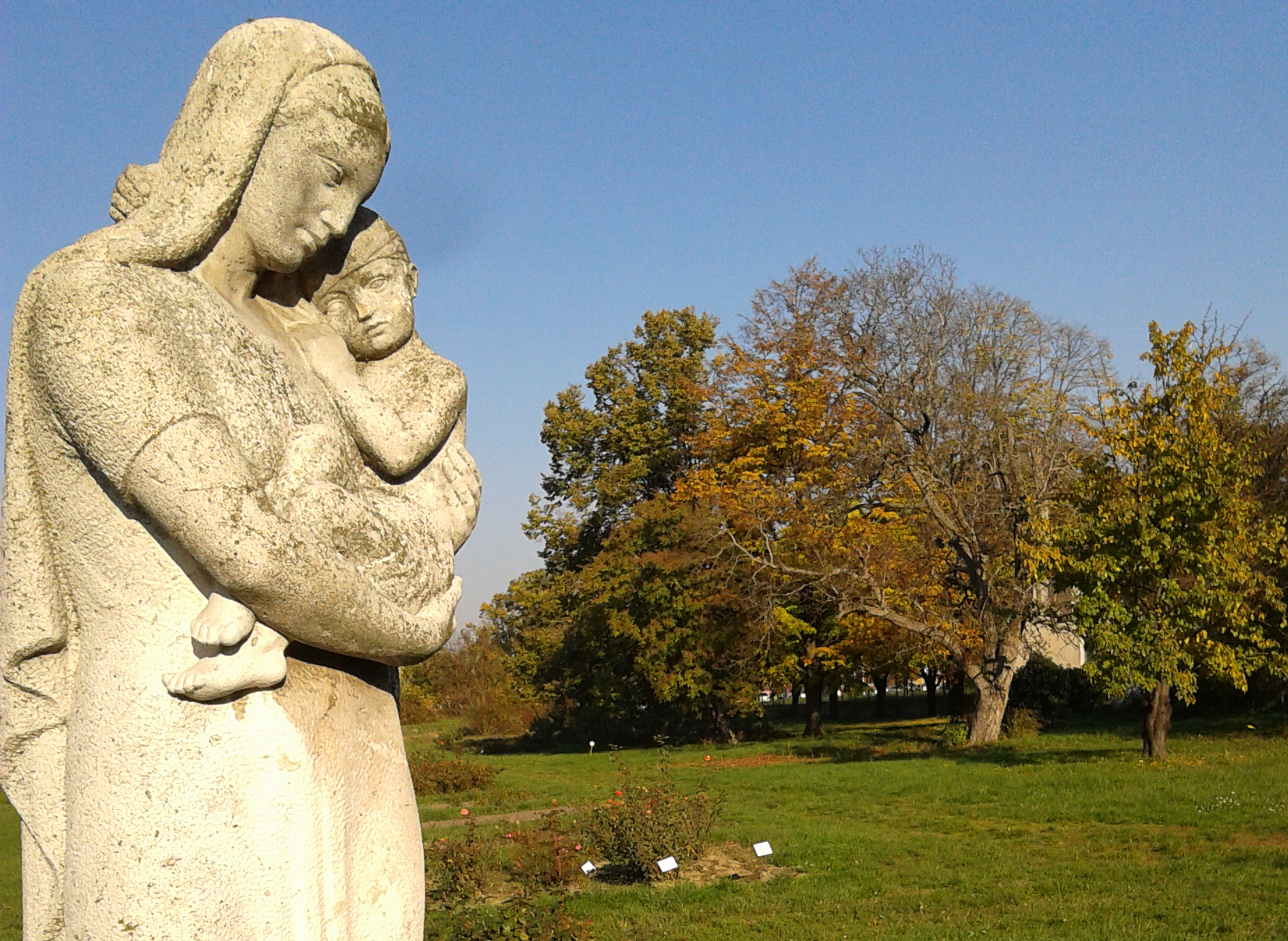
Budatétényi Rózsakert - részlet
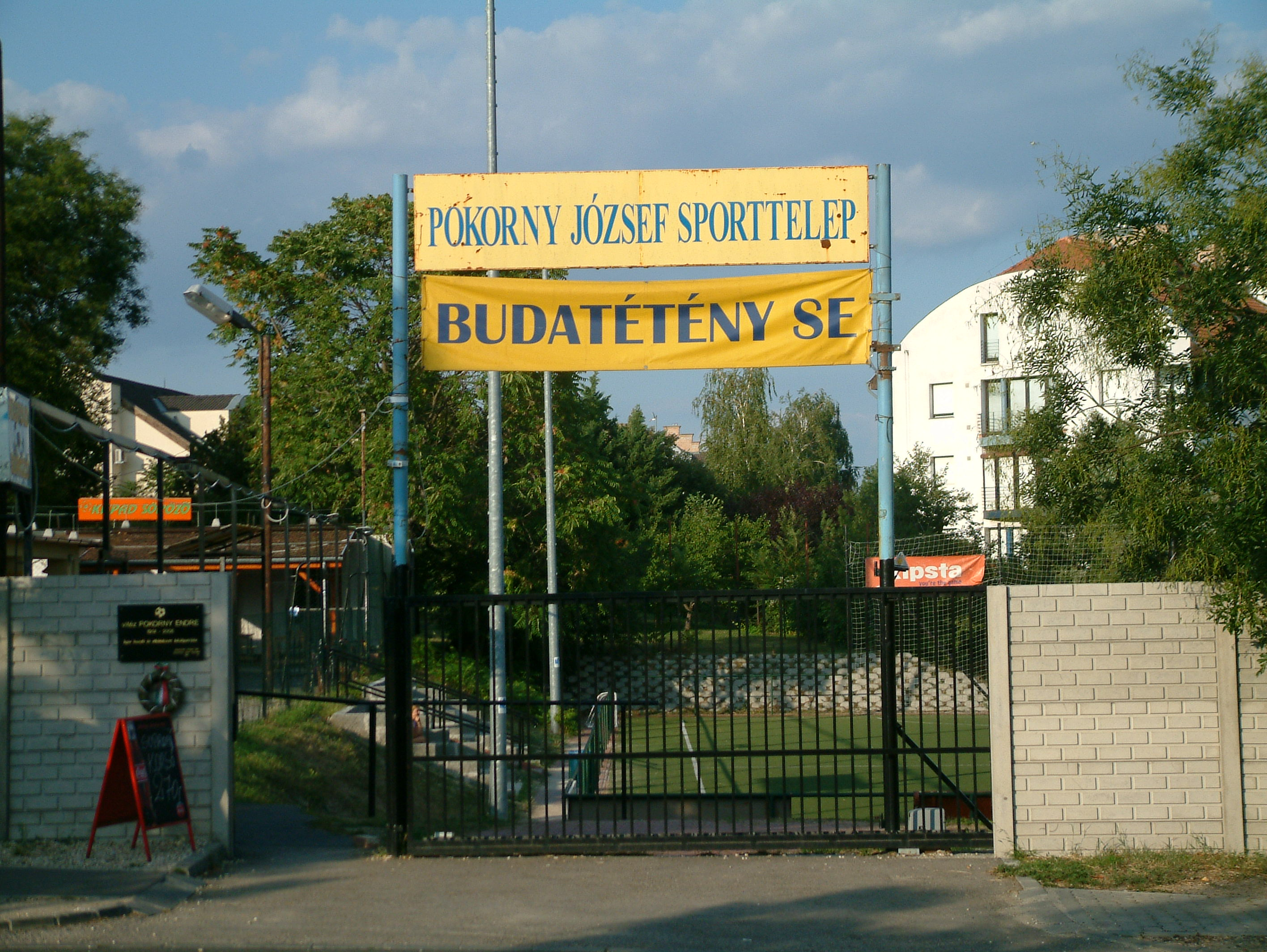
A Pokorny József Sporttelep bejárata
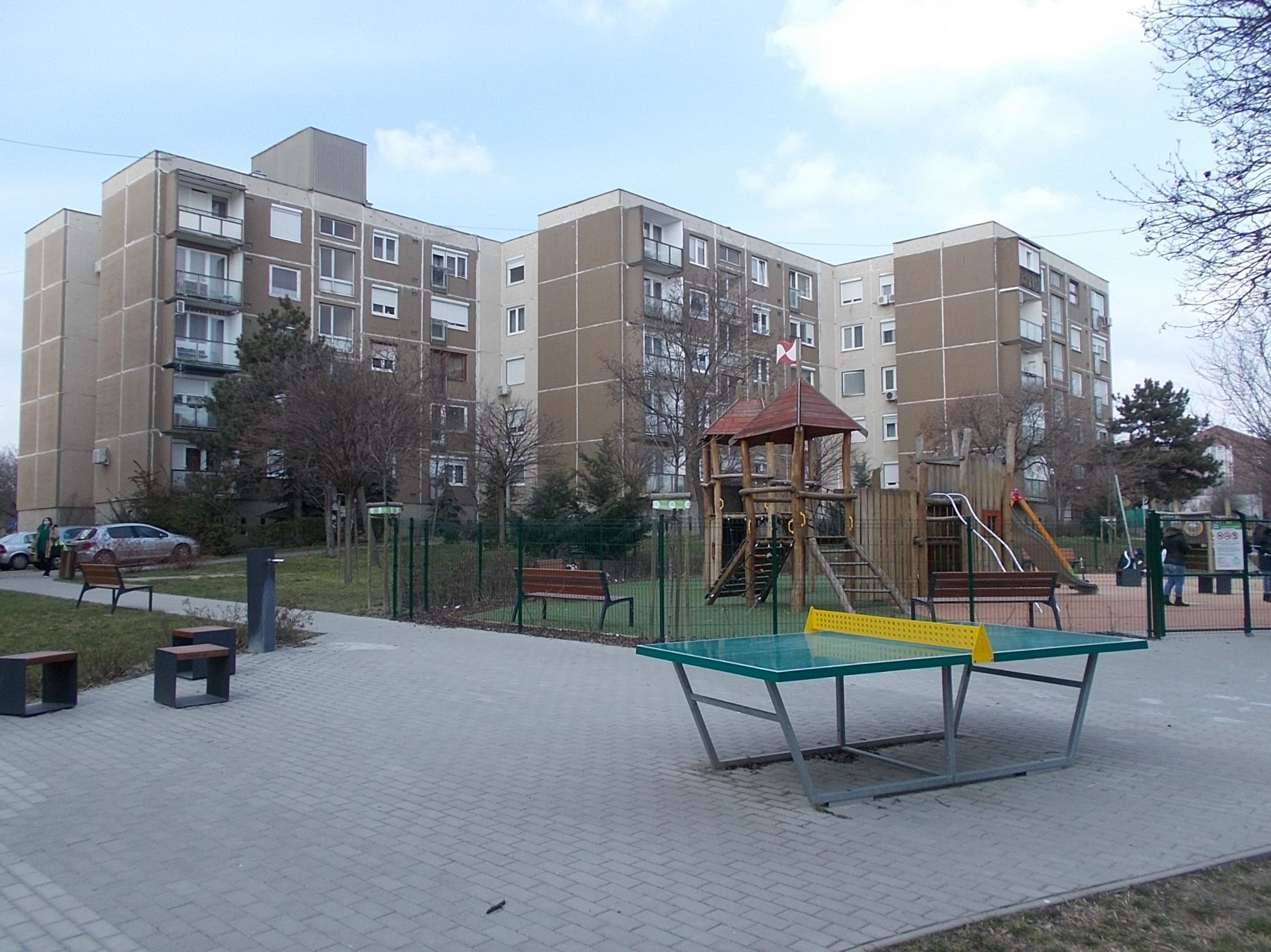
Rózsakert lakótelep

## Külső hivatkozások
- Klauzál Gábor Társaság
- Budatétény SE (magyar)